# Salvinu Schembri
Salvinu Schembri (19 ottobre 1923 – 15 dicembre 2008) è stato un calciatore maltese, padre di Eric Schembri e nonno di André Schembri.

## Carriera

### Nazionale
Ha collezionato tre presenze con la nazionale maltese, segnandovi anche una rete, il 25 gennaio 1958, in una partita amichevole vinta per 3-0 in casa contro la Danimarca.

## Statistiche

### Cronologia presenze e reti in Nazionale
| Cronologia completa delle presenze e delle reti in nazionale ― Malta | Cronologia completa delle presenze e delle reti in nazionale ― Malta | Cronologia completa delle presenze e delle reti in nazionale ― Malta | Cronologia completa delle presenze e delle reti in nazionale ― Malta | Cronologia completa delle presenze e delle reti in nazionale ― Malta | Cronologia completa delle presenze e delle reti in nazionale ― Malta | Cronologia completa delle presenze e delle reti in nazionale ― Malta | Cronologia completa delle presenze e delle reti in nazionale ― Malta |
| Data                                                                 | Città                                                                | In casa                                                              | Risultato                                                            | Ospiti                                                               | Competizione                                                         | Reti                                                                 | Note                                                                 |
| -------------------------------------------------------------------- | -------------------------------------------------------------------- | -------------------------------------------------------------------- | -------------------------------------------------------------------- | -------------------------------------------------------------------- | -------------------------------------------------------------------- | -------------------------------------------------------------------- | -------------------------------------------------------------------- |
| 24-2-1957                                                            | Gżira                                                                | Malta                                                                | 2 – 3                                                                | Austria                                                              | Amichevole                                                           | -                                                                    |                                                                      |
| 25-1-1958                                                            | Gżira                                                                | Malta                                                                | 3 – 0                                                                | Danimarca                                                            | Amichevole                                                           | 1                                                                    |                                                                      |
| 15-5-1958                                                            | Gżira                                                                | Malta                                                                | 1 – 1                                                                | Italia                                                               | Amichevole                                                           | -                                                                    |                                                                      |
| Totale                                                               |                                                                      | Presenze                                                             | 3                                                                    |                                                                      | Reti                                                                 | 1                                                                    |                                                                      |